# Vogelfang

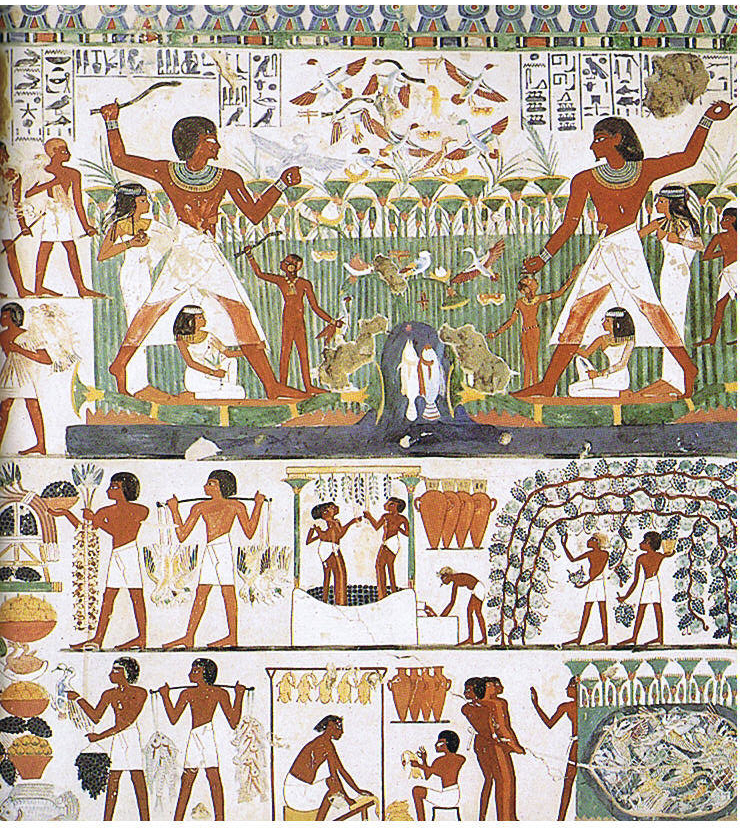
Abbildung des Vogelfangs im alten Ägypten, mit Vögeln gefüllte Schlagnetze sowie das Rupfen und Ausnehmen der Vögel (Grab des Nacht um 1400 v. u. Z.)

Der Vogelfang als das Fangen von Wildvögeln wird zur Nahrungsergänzung seit der Steinzeit betrieben; der Fang für die Singvögelhaltung ist seit dem Mittelalter überliefert. Sehr früh wurden archaische Vogelfallen wie Schlingen aus Tiersehnen und -haaren, Leimruten oder Steinkonstruktionen eingesetzt, unter denen die Vögel begraben wurden. In der Eisenzeit wurden aufwändigere Methoden entwickelt, beispielsweise Bogenfallen, die Kleinvögel mittels ausgefeilter Mechanik an ihren Beinen fingen, oder Fangkäfige, die wie Fischreusen funktionierten und Vögel lebend fingen. Netze wurden schon zur Zeit der Ägypter und Römer eingesetzt.

## Bedeutung
Je nach Art und Zweck der gefangenen Tiere wurden diese verkauft, verzehrt, gefangen gehalten oder gezähmt und abgerichtet.
Beim Vogelfang gefangenes Geflügel wurde vornehmlich verzehrt.
Besonders schön singende oder farbenprächtige Singvögel wurden für die Käfighaltung aus der Natur entnommen.
Gefangene Jagdvögel wurden für das Jagen im Rahmen der Beizjagd abgerichtet. Da es die Greifvogelvermehrung erst seit den 1970er Jahren gibt, waren früher alle Jagdvögel Wildfänge oder aus Eiern und Jungvögeln aufgezogen, die aus Nestern entnommen wurden.
Lebendig gefangene Vögel anderer Arten  wurden auch als Lockvögel in großen Vogelfanganlagen verwendet.
Manche kamen im Bergbau unter Tage zur Warnung vor Grubengas zum Einsatz. Die Käfige mit Zeisigen und anderen Finken wurden auf dem Boden abgestellt. Sickerte das schwere Grubengas in den Schacht, erstickten die Tiere, wodurch die Bergleute gewarnt wurden.
Mit dem zunehmenden Wohlstand in Europa verlor der Vogelfang zur Sicherung von Nahrung immer mehr an Bedeutung. Als Ziervögel werden exotische Arten über den Tierhandel vertrieben. Für den Bergbau wurden elektronische Geräte entwickelt.
Im Laufe der Zeit wurde der Vogelfang gesetzlich immer stärker eingeschränkt. 
Heute ist der Vogelfang in der Europäischen Union bis auf wenige, teils auch länderspezifische,  Sonderregelungen verboten.

## Wilderei
Die Jagd auf Singvögel und geschützte Vogelarten ist in der Europäischen Union nach der EU-Vogelschutzrichtlinie verboten. In vielen Mittelmeeranrainerstaaten wie Italien und Zypern wird die allerdings im großen Maßstab missachtet. Allein in Ägypten, Syrien und im Libanon wurden Mitte der 2010er Jahre jährlich zusammen über zehn Millionen Vögel illegal gejagt. Die Vögel werden hierbei in der Regel geschossen oder mit Netzen, Vogelfallen oder Leimruten gefangen, worin sie häufig verenden.

## Vogelfang in Österreich
Vogelfang und Wildvogelhaltung wird im österreichischen Salzkammergut auch heute noch praktiziert, jedoch sind die Vögel nur für die Zeit der Prämierung (1–2 Tage) in Käfigen. Über die Winterzeit werden sie in Volieren gehalten, um im Frühjahr wieder der Natur übergeben zu werden, ausgenommen Lockvögel. Dieses Brauchtum wurde 2010 von der Österreichischen UNESCO-Kommission in das „Verzeichnis des immateriellen Kulturerbes in Österreich“ aufgenommen.

## Vogelfang in Deutschland

### Historisch
Singvögel wurden seit dem Mittelalter in Europa gegessen.

#### Leipziger Lerchen
Lerchen galten in Deutschland lange Zeit als Delikatesse. Die Region Leipzig war jahrhundertelang ein Hauptfanggebiet. Rezepte für Leipziger Lerchen und andere Zubereitungen der Lerche fanden sich im 18. und 19. Jahrhundert in jedem bekannten Kochbuch. Allein im Jahr 1720 wurden an den Leipziger Stadttoren über 400.000 Lerchen verkauft. Im 19. Jahrhundert nahm die Tierschutz-Bewegung an Bedeutung und Einfluss zu. Schließlich verbot der sächsische König Albert I. 1876 offiziell die Lerchenjagd. Der Überlieferung zufolge entstand als Ersatz die Leipziger Lerche als ein Süßgebäck mit der Andeutung der Verschnürung gebratener Lerchen.

#### Pfälzer Finken

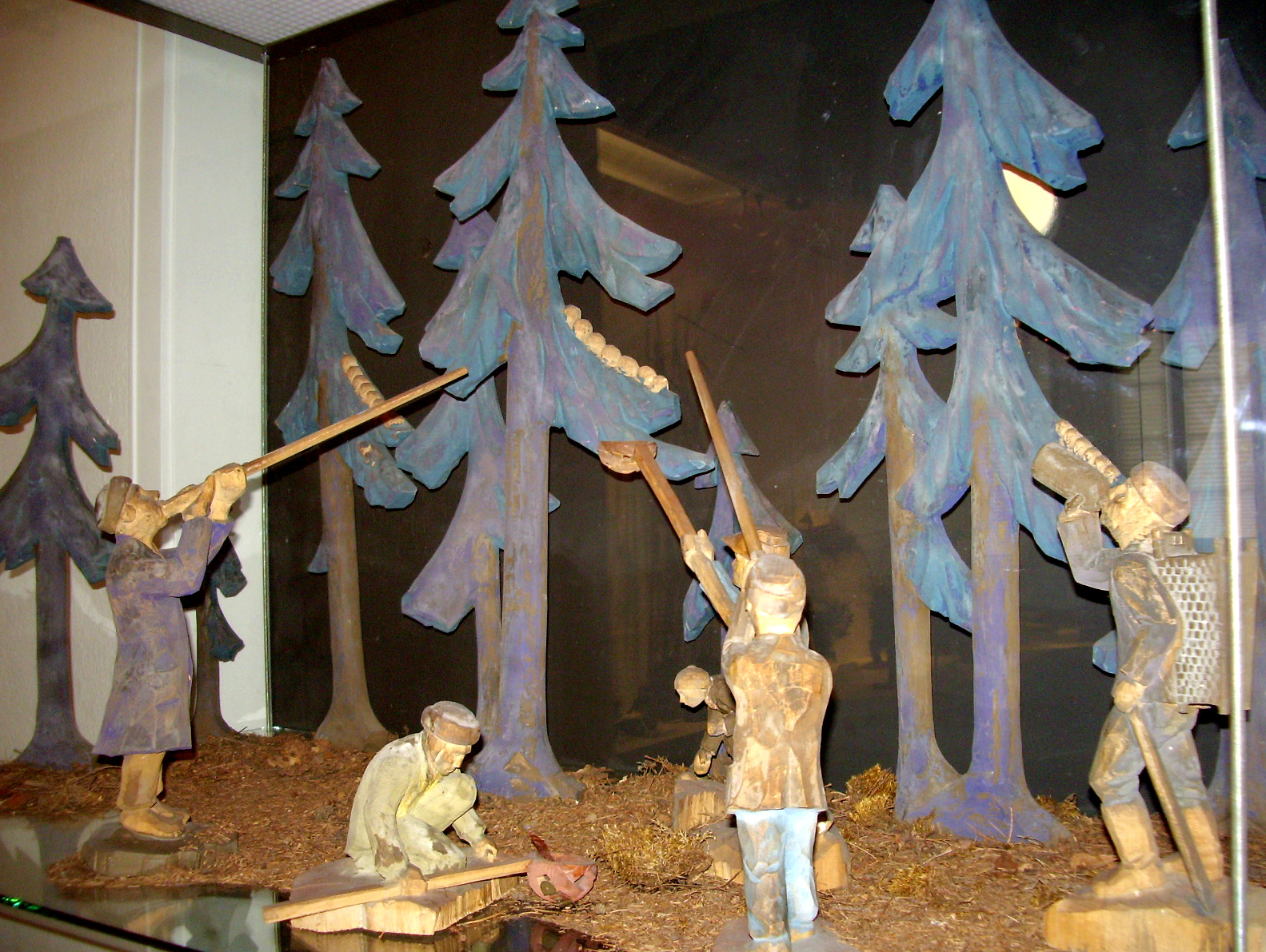
Bergfinkenjagd (Böhämmerjagd)

Von alters her bis zum Verbot der nächtlichen Vogeljagd 1908 wurde in der Südpfalz des Nachts Jagd auf Bergfinken mit Hilfe von Blasrohren und Tonkugeln gemacht. Die Tiere saßen dicht nebeneinander auf den Zweigen der Kiefern und Fichten. Wurde ein Vogel vom Baum geschossen, so rückten die anderen Tiere wieder zusammen, um die Lücke zu schließen. Somit waren die Bergfinken leichte Beute. In der Südpfalz wird der Bergfink auch Böhämmer oder Behemmer genannt und diese Jagd deshalb Böhämmerjagd.

#### Umweltbewegung
Die mit der Industrialisierung voranschreitende Zerstörung der Lebensräume brachte zum zwanzigsten Jahrhundert eine Umweltbewegung hervor, auf deren Druck besonders grausame Fangmethoden wie Schlingen, Leimruten und Bogenfallen vor Beginn des Ersten Weltkrieges verboten wurden. Im Deutschen Reich wurde der Vogelfang zum 1. Juli 1888 größtenteils, nämlich vor allem als nützlich angesehene Vögel betreffend gesetzlich verboten. Am 30. Mai 1908 trat das Reichsvogelschutzgesetz in Kraft, in dessen Folge der Vogelfang mit Totschlagfallen verboten wurde. Der Lebendfang von Stubenvögeln blieb dagegen erlaubt.

### Heute
Neben dem wissenschaftlichen Fang werden auch heute noch illegal Vögel in Deutschland gefangen. Der Naturschutzbund Deutschland (NABU) weist in einer Arbeit von 2001 auf die Verfolgung teilweise geschützter Vogelarten hin. Da die Verwendung von Vogelfallen in Deutschland bis auf wenige Ausnahmen verboten ist, schien illegaler Vogelfang der Vergangenheit anzugehören. Die seit den 1970er Jahren ermittelten Fälle widerrechtlicher Nachstellung mit Fallen zeichnen ein anderes Bild: Trotz des bestehenden Anwendungsverbotes werden nach wie vor Vogelfallen produziert, verkauft und auch gesetzeswidrig zum Fang von geschützten Vogelarten wie z. B. Habicht, Mäusebussard, Seeadler, Wanderfalke, Rot- und Schwarzmilan eingesetzt. Gefangen werden diese Greifvögel vor allem von Haltern von Zier- und Nutzvögeln. So wird besonders intensiv der Habicht durch Tauben- und Geflügelhalter verfolgt. Der NABU vermutet durch die illegale Nachstellung beim Habicht regional erhebliche Bestandseinbrüche bis hin zum lokalen Verschwinden dieser Art. Das Fanggerät kann eine erhebliche Gefahr für die Gesundheit von Menschen darstellen, speziell für spielende Kinder, die Fallen im Wald finden.
Der Schwerpunkt der bekannt gewordenen Fälle lag im Bundesland Brandenburg, wo das dortige Landesumweltamt (LUA) umfangreiche Ermittlungen in diesem Bereich durchführte. Auch Fälle aus anderen Bundesländern zeigen laut NABU, dass die illegale Verfolgung geschützter Vogelarten offensichtlich bundesweit an der Tagesordnung ist, insbesondere in Bezug auf Greifvögel. Vom Landgericht Münster wurden im März 2012 zwei Münsterländer Vogelhändler, die Nester bedrohter Vogelarten geplündert und deren Inhalt im Internet verkauft hatten, zu Haftstrafen von zwei Jahren auf Bewährung verurteilt, zudem müssen sie die Verfahrenskosten in Höhe von 95.000 € tragen.
Tierschützer fordern ein generelles Verbot von Herstellung, Verkauf und Verwendung von Vogelfallen, nicht selektiven Fallen, Netzen und Leimen im Rahmen der Novellierung der Bundesartenschutzverordnung (BArtSchV) und ein Besitzverbot für die Fallen. Abhilfe könnte ein eingeschränkter Verkauf jagdlich zugelassener Fallen nur an berechtigte Personen nach Vorlage einer Jagdberechtigung schaffen.

## Europa
In anderen europäischen Staaten geriet der Fang von Wildvögeln nach dem Zweiten Weltkrieg in Verruf, so verbot Italien die Verwendung von Bogenfallen in den 50er Jahren, in Belgien wurde der Einsatz von Fangschlingen Anfang der 60er Jahre eingestellt. Mit der Verabschiedung der EU-Vogelschutzrichtlinie im Jahr 1979 wurde der Vogelfang in allen Ländern der Europäischen Union untersagt. Während der passada, der Zeit des Vogelfluges, werden besonders auf Malta noch zahlreiche Vogelherde fängisch gestellt. Dabei werden selbst international geschützte und sehr seltene Arten gejagt. Auf Malta waren die durch den EU-Beitritt zu erwartenden Beschränkungen der Vogeljagd ein wichtiges Argument der Jäger gegen den Beitritt.

## Vogelfang im 21. Jahrhundert
In vielen Ländern Europas ist der Vogelfang heute verboten. Besonders in Südeuropa sind aber heute noch zahlreiche Vogelherde teilweise trotz naturschutzrechtlicher Verbote in Funktion. Zur Wahrung von Traditionen erlauben Schweden (Schlingen), Frankreich (Schlingen, Netze, Steinschlagfallen und Leimruten), Spanien (Leimruten, Netze), Italien (Netze), Malta (Netze) und Österreich, beschränkt auf das oberösterreichische Salzkammergut von Attnang bis Obertraun und von St. Wolfgang und Mondsee bis Scharnstein (Fangkäfige, Netzkloben), auch heute noch lokal die Entnahme von Wildvögeln aus der Natur. Bezugnehmend auf Österreich muss jedoch angemerkt werden, dass die gefangenen Vögel nicht wie in anderen Ländern (Frankreich, Italien) verspeist werden, sondern nach dem Winter wieder in die Natur entlassen werden. Der Vogelfang ist im gesamten Mittelmeerraum verbreitet. Vor allem in Italien, Südfrankreich sowie auf Malta, Teilen Griechenlands und Zypern ist die Jagd auf Singvögel zum Verzehr oder als reine Freizeitbeschäftigung ohne eigentliche Nutzung der geschossenen Vögel ein Massenphänomen.
Tierschutzverbände kritisieren neben dem massenhaften Fang (allein in Frankreich jährlich etwa 25 Millionen Vögel) den unkontrollierten Fang von Vögeln geschützter Arten wie z. B. Goldregenpfeifer, Großer Brachvogel oder Feldlerche. Frankreich ist auch das einzige Land in der Europäischen Union, in dem erst im Jahr 2005 die steinzeitlichen Steinschlagfallen offiziell wieder erlaubt wurden. Neben dem Fang oder Abschuss von Zugvögeln werden in Frankreich selbst Vögel zur Brutzeit bejagt. der Politische Arbeitskreis für Tierrechte hielt 2012 fest: „In Frankreich ist die Provence Schauplatz der tierquälerischen Jagd auf Singvögel mit Tausenden Leimruten. Doch obwohl der Fang mit Klebefallen von der EU verboten wurde, hat die Regierung in Paris den Einsatz der Leimruten zu einer vom Aussterben bedrohten Tradition erklärt und jedem Fänger den Einsatz von bis zu 30 Leimruten erlaubt. Experten gehen davon aus, dass jährlich bis zu einer halben Million Vögel in den aufgestellten Fallen verenden.“ 2021 wurde der Leimrutenfang jedoch verboten.
Die größte Vogelfanganlage in Form von fünf Meter hohen Netzen erstreckt sich mit wenigen Unterbrechungen über nahezu 700 Kilometer an der Mittelmeerküste Ägyptens. Hier werden vor allem Zugvögel aus Europa im geschätzt jährlich zweistelligen Millionenbereich ausschließlich zum Verzehr gefangen. Das Ausmaß der in Ägypten legalen Vogelfangaktionen hat seit der Revolution von 2011 deutlich zugenommen, ist jedoch selbst unter der ägyptischen Bevölkerung wenig bekannt.

## Vogelfang in Kunst und Kultur
Der Vogelfänger Papageno ist einer der Protagonisten in Mozarts Oper Die Zauberflöte.